# Parachute doré
Un parachute doré, ou parachute en or, est le nom donné à une prime de départ prenant la forme d'une clause contractuelle entre un dirigeant d'une société anonyme et l'entreprise qui l'emploie. Elle fixe les indemnités versées lors d'une éviction à la suite d'un licenciement, d'une restructuration, d'une fusion avec une autre société ou même lors d'un départ programmé de l'intéressé.
Ces indemnités s'ajoutent aux indemnités légales auxquelles l'intéressé peut par ailleurs éventuellement prétendre. Ces sommes atteignent parfois plusieurs millions, d'où la désignation employée. Elles peuvent éventuellement être additionnées à une « retraite-chapeau », complément de la retraite légale dont le versement est étalé pendant toute la durée de la retraite du bénéficiaire.

## Causes
Ces indemnités de départ sont censées compenser l'aspect éphémère du poste occupé ainsi qu'un manque à gagner potentiel du dirigeant qui s'engage souvent à respecter une clause de non-concurrence. Elles sont par ailleurs un des éléments de rémunération offert pour attirer des candidats au moment du recrutement.
En France, elles visent également à compenser la situation particulière des mandataires sociaux : sans contrat de travail, ceux-ci peuvent être remerciés sans qu'il soit besoin de motiver ni d'indemniser le renvoi (révocation ad nutum). Dans ce cas ces mandataires n'ont par ailleurs pas droit à l'assurance chômage.

## Quelques parachutes dorés
| Année | Personne                    | Pays        | Société                     | Montant global          |
| ----- | --------------------------- | ----------- | --------------------------- | ----------------------- |
| 1989  | F. Ross Johnson             | États-Unis  | RJ Reynolds Tobacco Company | 58 millions de dollars  |
| 2002  | Jean-Marie Messier          | France      | Vivendi Universal           | 20,5 millions d'euros   |
| 2003  | Philippe Jaffré             | France      | Elf                         | 19 millions d'euros     |
| 2003  | Pierre Bilger               | France      | Alstom                      | 4,1 millions d'euros    |
| 2005  | Carly Fiorina               | États-Unis  | Hewlett-Packard             | 42 millions de dollars  |
| 2005  | Daniel Bernard              | France      | Carrefour                   | 29 millions d'euros     |
| 2006  | Noël Forgeard               | France      | EADS                        | 8,5 millions d'euros    |
| 2007  | Serge Tchuruk               | France      | Alcatel                     | 5,7 millions d'euros    |
| 2007  | Antoine Zacharias           | France      | Vinci                       | 13 millions d'euros     |
| 2008  | Patricia Russo              | France      | Alcatel                     | 6 millions d'euros      |
| 2009  | Thierry Morin               | France      | Valeo                       | 3,2 millions d'euros    |
| 2010  | Sadeq Sayeed (en)           | Royaume-Uni | Nomura Holdings             | 27 millions d'euros     |
| 2011  | Léo Apotheker               | États-Unis  | Hewlett-Packard             | 7,2 millions de dollars |
| 2011  | Jean Azéma                  | France      | Groupama                    | 2,94 millions d'euros   |
| 2012  | Frank Esser                 | France      | SFR                         | 3,9 millions d'euros    |
| 2015  | Bruno Lafont                | France      | Lafarge                     | 5,9 millions d'euros    |
| 2015  | Michel Combes               | France      | Alcatel-Lucent              | 13,7 millions d’euros   |
| 2018  | Michel Combes               | France      | Altice                      | 9,4 millions d’euros    |
| 2018  | Marie-Laure Sauty de Chalon | France      | Aufeminin                   | 1,3 million d’euros     |

## Scandales en France
Lorsque Noël Forgeard quitte EADS en juillet 2006, le parachute doré de 8,5 millions d'euros qui lui est versé fait scandale. En effet, l'entreprise est en crise, la prime des employés s'élève à 2,88 € en moyenne (relevée à environ 1 000 € par la suite), et Noël Forgeard reçoit cette prime jugée astronomique par les syndicats. Une prime de 5,7 millions d'euros a été versée à Serge Tchuruk, lorsqu'il a quitté la direction générale d'Alcatel au moment de la fusion avec Lucent. Jean-François Roverato, PDG du groupe Eiffage, a obtenu près de 195 000 actions gratuites lors de son départ de la direction opérationnelle.
Nicolas Sarkozy fait en 2007 la promesse électorale de légiférer, on parle alors d'une « loi de moralisation de la vie économique ». Ce sera finalement intégré à la loi TEPA.
Denis Gautier-Sauvagnac, ancien président de l'Union de l'industrie et des métiers de la métallurgie (UIMM), avait négocié une indemnité de départ de 1,5 million d'euros après des retraits suspects dans les caisses (19 millions d'euros) entre 2000 et 2007. En 2004, Nicolas Sarkozy, alors ministre des Finances, aurait été alerté par Tracfin (la cellule anti-blanchiment de Bercy) des retraits effectués depuis 2000 par DGS, mais aurait refusé que le dossier soit transmis à la justice.
Thierry Morin ex-président directeur général de Valeo a touché une indemnité de 3,2 M€ à la suite de sa démission en mars 2009.

## Inspiration dans la culture
- L'ensemble de ces scandales servit d'inspiration à Alain Souchon qui écrivit la chanson Parachute doré en 2008.